# 天然石ビーズ

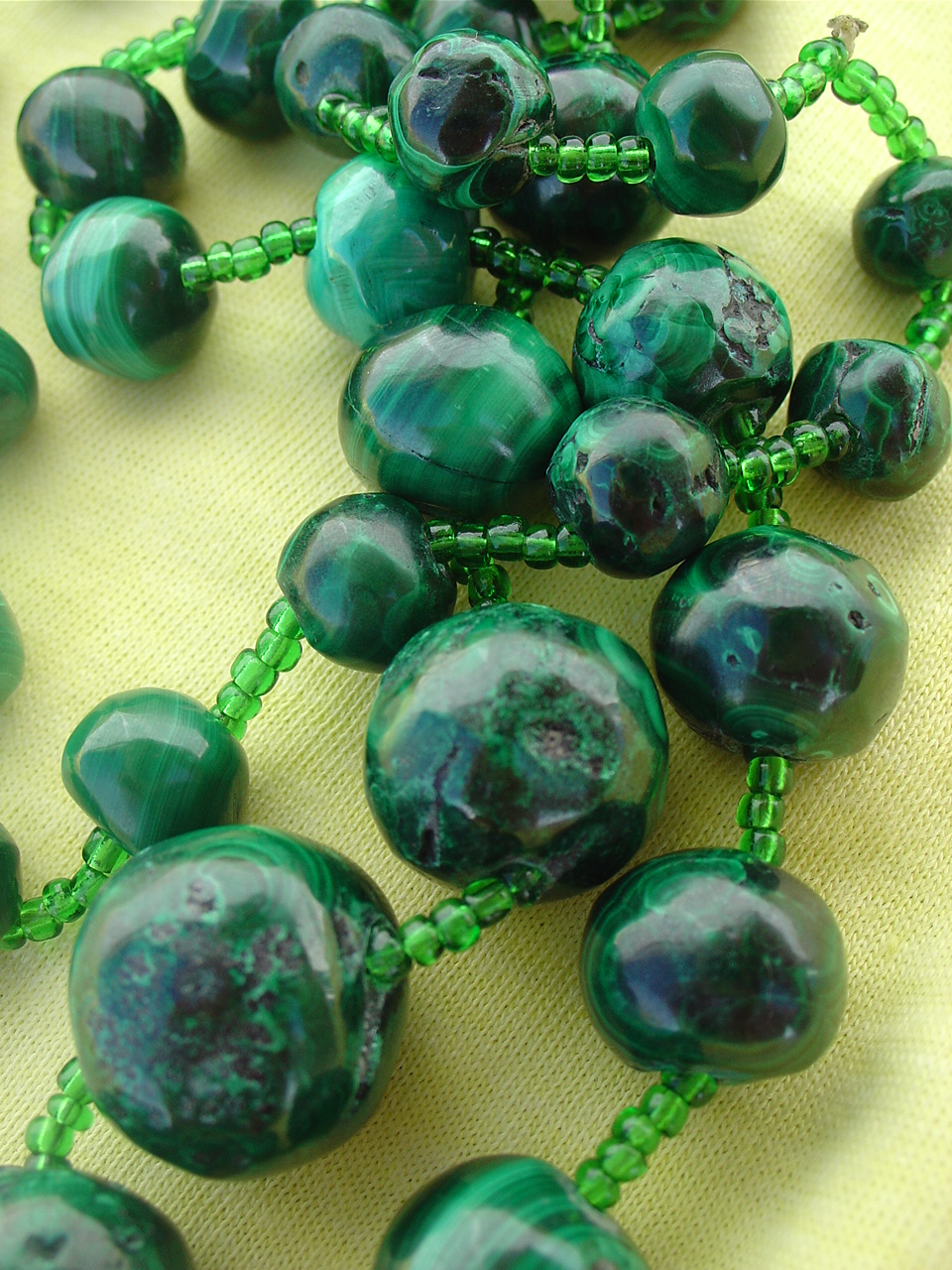
孔雀石のビーズ（大玉部分）。

天然石ビーズ（てんねんせきビーズ）は、天然石でできたビーズ素材の総称。
おもにアクセサリーや工芸品に用いられる。形状や大きさが多種多様なだけでなく、同じ形状の品であってもそのひと粒ずつの色合いや模様に差異がでる場合も多い。真珠も天然石ビーズとして扱うことがある。 
大量生産が可能なガラスやプラスチックのビーズと比べて個性豊かなため、21世紀に入ってからのビーズアクセサリーの流行となっている。また、ヒーリング効果があるともいわれ、パワーストーンとしても人気がある。